# Clavicollis versicolor
Clavicollis versicolor is een keversoort uit de familie snoerhalskevers (Anthicidae). De wetenschappelijke naam van de soort is voor het eerst geldig gepubliceerd in 1866 door von Kiesenwetter.